# A.C. Milan w sezonie 1999/2000

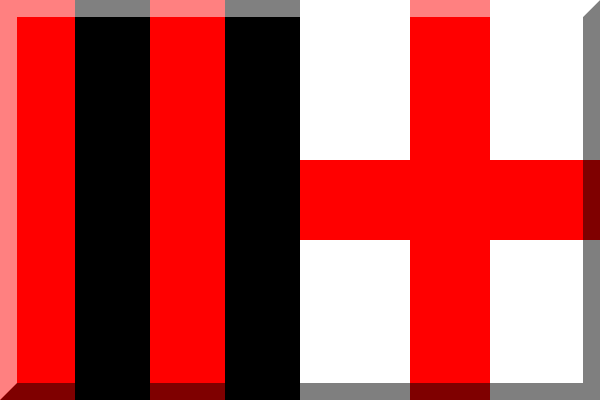
Klubowe barwy Milanu

Osiągnięcia i skład piłkarskiego zespołu A.C. Milan w sezonie 1999/00.

## Osiągnięcia
- Serie A: 3. miejsce
- Puchar Włoch: odpadnięcie w 1/4 finału
- Liga Mistrzów: odpadnięcie w 1. rundzie grupowej

## Skład zespołu
Bramkarze:
| 1.  | Włochy | Sebastiano Rossi  |
| 12. | Włochy | Christian Abbiati |
| 22. | Włochy | Roberto Colombo   |
| 40. | Włochy | Valerio Fiori     |

Obrońcy:
| 3.  | Włochy    | Paolo Maldini (kapitan) |
| 5.  | Włochy    | Alessandro Costacurta   |
| 13. | Nigeria   | Taribo West             |
| 14. | Argentyna | Roberto Fabián Ayala    |
| 16. | Włochy    | Max Tonetto             |
| 19. | Argentyna | José Antonio Chamot     |
| 25. | Francja   | Bruno N’Gotty           |
| 26. | Włochy    | Luigi Sala              |
| 28. | Włochy    | Mirco Sadotti           |
| 29. | Włochy    | Carlo Teodorani         |

Pomocnicy:
| 2.  | Dania             | Thomas Helveg                            |
| 4.  | Włochy            | Demetrio Albertini                       |
| 8.  | Włochy            | Gennaro Ivan Gattuso                     |
| 10. | Chorwacja         | Zvonimir Boban                           |
| 13. | Francja · Senegal | Ibrahim Ba                               |
| 15. | Włochy            | Diego De Ascentis                        |
| 17. | Niemcy            | Christian Ziege                          |
| 18. | Brazylia          | Leonardo Nascimento de Araújo (Leonardo) |
| 19. | Włochy            | Pierluigi Orlandini                      |
| 21. | Włochy            | Federico Giunti                          |
| 23. | Włochy            | Massimo Ambrosini                        |
| 24. | Argentyna         | Andrés Guglielminpietro (Guly)           |
| 27. | Brazylia          | Sérgio Cláudio dos Santos (Serginho)     |

Napastnicy:
| 7.  | Ukraina   | Andrij Szewczenko |
| 9.  | Liberia   | George Weah       |
| 11. | Włochy    | Maurizio Ganz     |
| 20. | Niemcy    | Oliver Bierhoff   |
| 30. | Włochy    | Mattia Graffiedi  |
| 41. | Hiszpania | José Mari         |